# Рямовая
Рямова́я — деревня в Беловском районе Кемеровской области. Входит в состав Старопестеревского сельского поселения.

## История
Основана в XIX веке крестьянами-переселенцами из Европейской России. До 1917 года входила в состав Караканской волости Кузнецкого уезда Томской губернии.
Во времена СССР — населённый пункт Инюшинского (ранее Пермяковского) сельсовета Беловского района.

## География
Центральная часть населённого пункта расположена на высоте 239 метров над уровнем моря.

## Население
По данным Всероссийской переписи населения 2010 года, в деревне Рямовая проживает 90 человек (42 мужчины, 48 женщин).